# شورماهی
شورماهی، روستایی در دهستان اناران بخش مرکزی شهرستان دهلران در استان ایلام ایران است.

## جمعیت
بر پایه سرشماری عمومی نفوس و مسکن در سال ۱۳۹۵، جمعیت این روستا برابر با ۱۱۹ نفر (۲۳ خانوار) بوده‌است.